# Storia dell'Associazione Calcio ChievoVerona

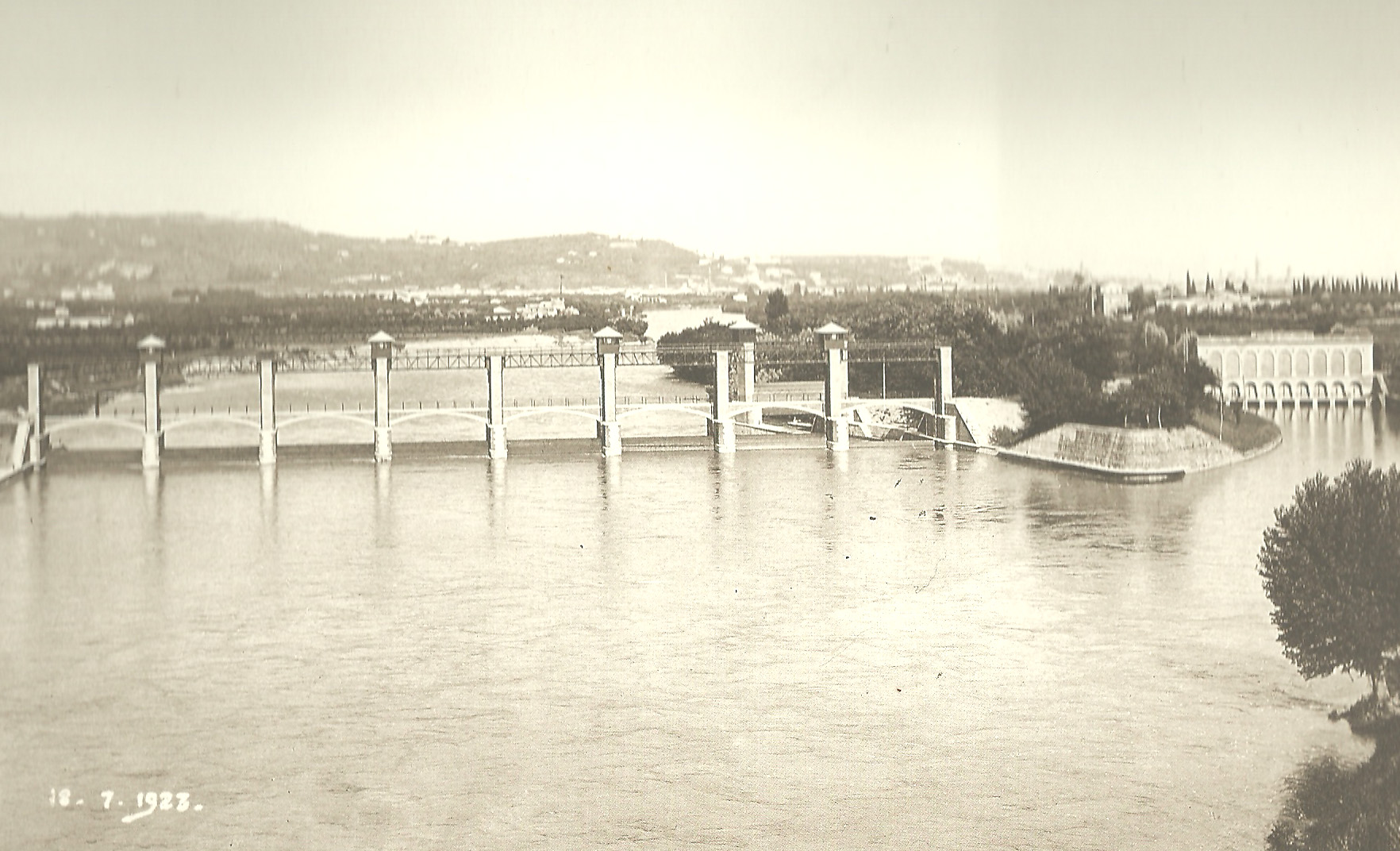
La diga di Chievo, simbolo principale della squadra clivense.

Questa voce tratta la storia dell'Associazione Calcio ChievoVerona a partire dal 1929.

## Le origini (1929-1936)
La società viene fondata il 6 settembre 1929 da un piccolo gruppo di appassionati di calcio della frazione veronese di Chievo, assumendo come colori sociali l'azzurro e il bianco. Inizialmente la società non è ufficialmente affiliata alla FIGC, e disputa quindi amichevoli e tornei amatoriali sotto la denominazione di Opera Nazionale Dopolavoro Chievo. Il terreno di gioco su cui vengono disputate le partite si chiama "Stefani", ed è all'interno della villa omonima che ospita anche la sede dell'"Opera Nazionale".

OND Chievo 1932-33: divisa biancoazzurra e stemma con la Scala.

Nell'autunno 1931 la squadra viene iscritta al Campionato Liberi, organizzato dalla FIDAL. L'8 novembre dello stesso anno, in occasione dell'inaugurazione del campo di gioco, il Chievo gioca la sua prima partita ufficiale con il Domegliara, vincendola. Tuttavia, su reclamo degli avversari, la partita viene annullata, e il recupero viene perso per 2-1. Nel 1933 la squadra vince il Campionato Provinciale Liberi, accedendo alle finali venete, dove arriva seconda; successo che viene replicato due anni più tardi. Il trascinatore di quest'epoca è Umberto Busani, che negli anni successivi disputa svariati campionati di serie A con le maglie di Lazio e Napoli. Nonostante le vittorie e il crescente entusiasmo attorno alla formazione, il Chievo non riesce a risolvere i problemi finanziari che si palesano già da qualche anno: il sodalizio dunque si scioglie nel 1936.

## Il periodo dilettantistico (1948-1986)

### La rifondazione e gli anni 1950
La squadra viene ricostituita dopo la fine della seconda guerra mondiale come Associazione Calcio Chievo, e nel 1948 torna a giocare in Seconda Divisione. Inizialmente (solo nel 1948) le maglie non sono più biancocelesti ma rossoblù; anche il campo è cambiato, e le partite interne vengono disputate sul campo "Cardi e Biondani", bonificato con l'aiuto e la partecipazione di decine di appassionati.
I primi anni 1950 segnano il ritorno del Chievo alle vittorie. La stagione 1950-51 vede i biancocelesti imporsi sia nel campionato provinciale che in quello regionale di Seconda Divisione con una squadra composta da soli giocatori di Chievo. L'annata successiva vede la formazione arrancare nel campionato di Prima Divisione, che viene concluso all'ultimo posto, evitando tuttavia la retrocessione non essendo previste per la stagione.

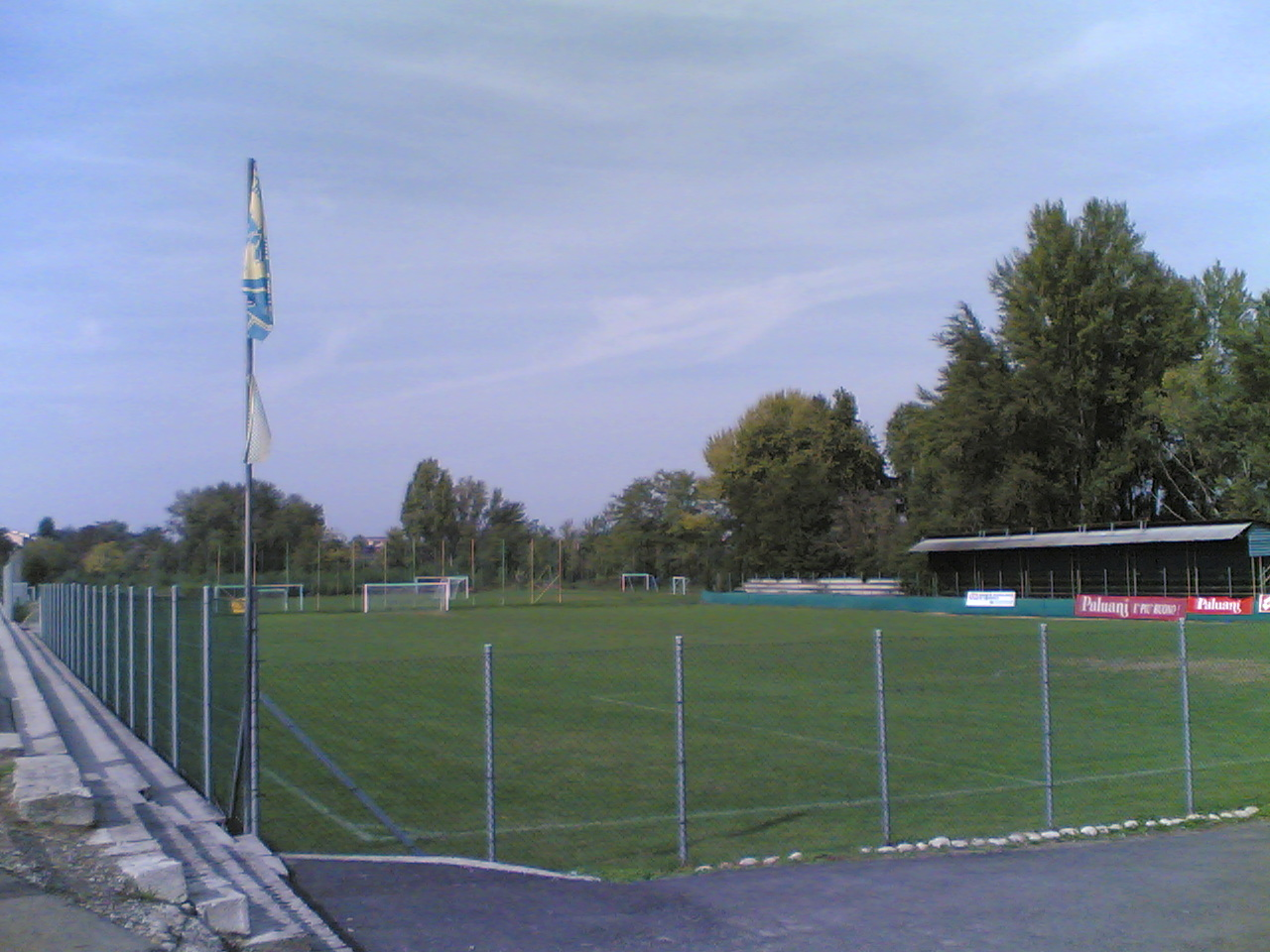
Il campo "Carlantonio Bottagisio"

Nell'aprile 1952 fa il suo debutto in squadra Bruno Vantini, che gioca con la maglia del Chievo fino al 1971, diventandone la bandiera e, allo stesso tempo, il bomber; il calciatore detiene tuttora il record di 159 marcature con la maglia clivense. Al termine della stagione 1955-56 i dirigenti decidono di abbandonare la storica divisa biancoceleste per adottarne una gialloblù, e dal 1957 la squadra si sposta nel campo parrocchiale "Carlantonio Bottagisio", dove verranno giocate le partite interne fino al 1986.

### Gli anni 1960: il "Cardi Chievo" e l'avvento di Luigi Campedelli
Nel 1959, in seguito alla ristrutturazione dei campionati nazionali, il Chievo viene ammesso a giocare in Seconda Categoria. Sempre in quell'anno la squadra cambia la denominazione in Cardi Chievo (dal nome del nuovo sponsor Officine Cardi), ed ottiene rapidamente la promozione in Prima Categoria. Il Chievo resta in questa serie fino al 1963, quando ottiene la prima retrocessione della sua storia.
Nel 1964 Luigi Campedelli, uomo d'affari e proprietario della Paluani, diviene presidente del Chievo. Nel corso degli anni successivi egli cede la carica presidenziale, pur rimanendo "patron" della società; solo nel 1990 riassumerà anche la carica di presidente. Sotto la gestione Campedelli il Chievo raggiungerà il mondo professionistico, scalando poco a poco la piramide calcistica italiana.
Nel 1965 i clivensi vincono il campionato di Seconda Categoria ed ottengono nuovamente la promozione in Prima Categoria. Dopo due stagioni la squadra però retrocede di nuovo, ma nella stagione 1967-68 il Chievo vince ancora una volta il campionato di Seconda Categoria, trascinato dalle 19 reti dell'attaccante Bruno Vantini; tuttavia la squadra decide di rinunciare alla promozione per problemi economici. I clivensi vincono il campionato anche l'anno successivo, accedendo quindi in Prima Categoria. Solo alla stagione successiva il Chievo conclude il campionato di Prima Categoria in ottava posizione, il che gli consente di poter partecipare alla Promozione nella stagione seguente.

### Gli anni 1970: l'abbandono dello sponsor Cardi e la promozione in Serie D

Una formazione del Chievo per la stagione 1970-71

Nel campionato 1970-71 il Cardi Chievo debutta in Promozione allenato dalla coppia composta da Francesco Broggiato e Lino Ottolini, esprimendosi oltre le aspettative: alla settima giornata i gialloblù guidano la classifica e al termine del girone d'andata sono secondi. Tuttavia, nella seconda parte della stagione, il Chievo non riesce a tenere il passo delle prime e chiude a centro classifica, in nona posizione. Il piazzamento, comunque, viene accolto dai dirigenti con soddisfazione. Nel torneo 1971-72, per il secondo campionato consecutivo, i clivensi sono guidati da una coppia di allenatori: a Ottolini viene affiancato Lorenzo Ferrante. A stagione in corso, il presidente Iorio esonera i due tecnici, richiamando in panchina Francesco Broggiato, che già in due precedenti occasioni aveva guidato la squadra. Per la prima volta nella storia i sostenitori gialloblù possono sottoscrivere l'abbonamento alle partite interne del club. Il Chievo non può contare sull'apporto del bomber Bruno Vantini, che smette di giocare dopo 20 stagioni con la formazione veronese. I gialloblù chiudono il campionato al quinto posto, frutto di dodici vittorie, altrettanti pareggi e sole sei sconfitte. Nella stagione 1972-73 il Chievo, allenato da Gastone Roverato, disputa un campionato transitorio, caratterizzato da alcune difficoltà economiche, chiuso in undicesima posizione.

Nicola Ciccolo, giocatore e allenatore negli anni 1970

L'annata successiva (1973-74) vede la formazione clivense perdere un'altra bandiera: anche il capitano Silvano Danese, dopo quindici stagioni in maglia gialloblù, lascia il calcio giocato. In panchina invece viene riconfermato l'allenatore Gastone Roverato. Nel mese di novembre il presidente Lodovico Iorio riesce a portare al Cardi Chievo l'esperto attaccante Nicola Ciccolo, già calciatore professionista nelle file, tra le altre, di Lazio, Inter e Verona. Ciccolo, oltre a essere il primo grande "colpo" di mercato del club, si può considerare uno dei più rappresentativi e decisivi giocatori del Chievo durante il periodo dilettantistico. Visto l'andamento negativo della squadra, ultima in classifica al termine del girone d'andata, Roverato viene esonerato, e i dirigenti decidono di assegnare la guida tecnica a Ciccolo nel ruolo di allenatore-giocatore, che ricoprirà fino al 1978. La formazione clivense non perde alcuna gara del girone di ritorno, ottenendo una striscia positiva caratterizzata da molti pareggi e diverse vittorie importanti, la quale consente di risalire in classifica e chiudere al nono posto il suo quarto campionato di Promozione. Il Chievo si presenta alla partenza della stagione 1974-75 con una rosa pressoché invariata rispetto a quella dell'annata precedente. L'avvio in campionato è molto positivo: i giallobù restano imbattuti nelle prime dieci partite, e lottano per la vetta della classifica. La "squadra della Diga" è protagonista anche in Coppa Italia Dilettanti, arrivando a disputare i quarti di finale, poi persi con i campani dell'Angri nelle due gare giocate il 19 e 29 marzo 1975. L'impegno sul duplice fronte campionato-coppa comporta uno sforzo economico notevole per la società, e allontana la squadra dalla vetta della classifica. Tuttavia, una volta terminata l'avventura in coppa, i giallobù riescono a recuperare punti sulle avversarie dirette, grazie a cinque risultati utili consecutivi. Il 18 maggio 1975 il Cardi Chievo s'impone nell'ultima giornata di campionato con il Castelmassa, e la concomitante sconfitta dell'altra capolista, il Contarina, decreta la promozione dei clivensi in serie D, il massimo livello dilettantistico dell'epoca. Grande protagonista dell'ascesa dei gialloblù è l'attaccante Riccardo Gregorotti, autore di 19 reti, che contribuisce a portare la squadra per la prima volta della storia societaria in un campionato a carattere interregionale.
L'estate 1975 è caratterizzata dall'abbandono dello sponsor Cardi, perché in serie D non sono ammessi abbinamenti pubblicitari, il club torna a chiamarsi perciò Associazione Calcio Chievo. Alla società, quindi, viene a mancare l'importante contributo economico della ditta, ma i dirigenti si applicano con successo nella ricerca di fondi per l'iscrizione al campionato, e nell'adattamento degli spogliatoi e del campo "Bottagisio". Il momento economicamente critico viene superato anche grazie alla collaborazione dei giocatori, che si accontentano di stipendi ai minimi contrattuali. Nel frattempo il presidente Lodovico Iorio si dimette in favore di Giuseppe Montresor. L'inizio di stagione è positivo per i gialloblù, che non avvertono il salto di categoria, e ottengono due vittorie e un pareggio nelle prime quattro gare. La quinta giornata oppone ai clivensi l'Audace SME, altra squadra di Verona, e per l'occasione di questo derby il Chievo gioca per la prima volta allo stadio Marcantonio Bentegodi. Il campionato dei veronesi prosegue alternando periodi di difficoltà a periodi positivi, e la squadra chiude il primo campionato in serie D al decimo posto in classifica.

1975-76, Audace - Chievo: i clivensi giocano per la prima volta al Bentegodi.

Nella stagione 1976-77 il presidente della società cambia nuovamente: dopo solo un anno, Giuseppe Montresor lascia il posto a Giuseppe Campedelli. Il nuovo presidente decide di puntare con decisione sui giovani, considerando lo sviluppo del vivaio un mezzo fondamentale per mantenere la categoria, ed opera alcune cessioni illustri, tra cui quella del bomber Riccardo Gregorotti. In campionato, i clivensi lottano fino all'ultima giornata per centrare l'obbiettivo salvezza, che riescono ad ottenere per due punti terminando al quattordicesimo posto in classifica. Per il campionato 1977-78 la società cede ancora una volta diversi giocatori per fare spazio ai giovani del proprio vivaio. L'inizio stagionale è comunque molto positivo, e la squadra occupa i primi posti della classifica; alla ventesima giornata il Chievo è terzo, ma nell'ultima parte del torneo i gialloblù non riescono a tenere il ritmo delle avversarie, chiudendo il campionato all'ottavo posto. Nell'estate 1978 Ciccolo lascia il Chievo dopo cinque stagioni trascorse nella duplice veste di allenatore-giocatore. Il suo posto in panchina viene preso da Carlo De Angelis, che nei due anni precedenti aveva seguito il settore giovanile. Nel campionato 1978-79, il quarto in serie D, i gialloblù stazionano a lungo nelle posizioni di centro classifica, ottenendo la salvezza con due gare d'anticipo e terminando undicesimi nella graduatoria finale. La stagione successiva è segnata da un radicale cambiamento della rosa, con diversi movimenti di mercato sia in entrata che in uscita. Alla quindicesima giornata di campionato, con il Chievo nei bassifondi della classifica, Carlo De Angelis viene esonerato e sostituito da Angelo Barbi. Il cambio alla guida tecnica non porta giovamento alla squadra, che dopo 4 sconfitte e 2 pareggi si ritrova all'ultimo posto della classifica. Il presidente Giuseppe Campedelli prende la decisione di richiamare in panchina Carlo De Angelis, con il quale la squadra conquista molti punti nella parte finale della stagione, impreziosita da una striscia di 9 risultati utili consecutivi. Il pareggio nell'ultima partita di campionato con lo Jesi consente al Chievo di ottenere la salvezza e terminare al tredicesimo posto in graduatoria.

### I primi anni 1980: il "Paluani Chievo" e la promozione in Serie C2
Nell'estate 1980 la squadra passa in consegna al tecnico Dario Baruffi, che l'allenerà fino al 1984. Nel 1981 il campionato di Serie D muta nome in Campionato Interregionale, e contemporaneamente la squadra prende il nome di Paluani Chievo, dal nome dello sponsor Paluani. La prima stagione con la nuova denominazione (1981-82) è sofferta, ma la squadra ottiene comunque la salvezza. L'estate 1983 sancisce l'ingresso nella società gialloblù di Saverio Garonzi, già presidente dell'Hellas Verona, con la carica di vicepresidente. Nel 1984 viene nominato nuovo allenatore Emilio Zanotti, che, però, rimane alla guida della squadra soltanto per la stagione 1984-85. La squadra viene rinforzata con gli arrivi di Biancardi, Tommasi e Sartori, l'ultimo dei quali segnerà la storia della società anche in veste di dirigente. Successivamente viene richiamato alla guida della squadra Carlo De Angelis, che già in passato aveva allenato il Chievo.
L'annata 1985-86 vede il Chievo in testa al campionato fin dalle prime partite, ma a marzo perviene la tragica notizia della morte di Saverio Garonzi, che sconvolge società ed appassionati. La squadra, tuttavia, riesce a mantenersi nei primissimi posti della classifica, contendendosi il primato con il Bassano. Le due squadre arrivano al termine della stagione con lo stesso numero di punti in classifica, rendendo necessario la disputa dello spareggio promozione. Il 18 maggio 1986, allo Stadio "Rigamonti" di Brescia, davanti a tremila spettatori, il Bassano si aggiudica la promozione ai rigori. Tuttavia il 13 giugno 1986 giunge una sentenza che condanna i vicentini per un'inchiesta federale per illecito sportivo, e promuove il Chievo in Serie C2: la società dunque entra per la prima volta nella storia nel calcio professionistico.

## Il professionismo (1986-2021)

### Il ritorno alla denominazione "A.C. Chievo" e gli anni in Serie C2 (1986-1989)

Rolando Maran, bandiera della squadra durante la scalata al professionismo e poi tecnico nelle stagioni in Serie A; qui è impegnato in un Chievo-Carpi nel campionato di Serie C2 1988-1989.

Con l'ingresso nel mondo professionistico il Chievo è costretto ad abbandonare il campo "Carlantonio Bottagisio", inadeguato ad ospitare le partite di Serie C2; allo stesso modo la società deve rinunciare alla denominazione Paluani Chievo, poiché, tra i professionisti, la ditta può comparire solo come sponsor. La squadra torna quindi a chiamarsi Associazione Calcio Chievo, e inizia a disputare le loro gare interne nello stadio Marcantonio Bentegodi di Verona. Già al primo anno di Serie C2 il Chievo ottiene un ottimo piazzamento, chiudendo al quarto posto la stagione 1986-87. Nell'estate 1987 l'allenatore Carlo De Angelis decide di dimettersi, e al suo posto viene chiamato Pierluigi Busatta. Ancora una volta la squadra lotta per la promozione, ma una serie di partite negative al termine della stagione le impedisce di centrare l'obbiettivo, chiudendo nuovamente al quarto posto. Nella stagione 1988-89 è Gianni Bui, ex centravanti di serie A, a sedere sulla panchina dei clivensi. Il campionato dei gialloblù si conclude in testa alla classifica, ottenendo la promozione in Serie C1. Nel triennio in Serie C2 è stato fondamentale per la squadra l'apporto, in termine di reti, della coppia d'attacco Fiorio-Folli.

### La Serie C1, la presidenza di Luca Campedelli e la promozione in Serie B (1989-1994)
Ancora una volta il Chievo sembra non avvertire il salto di categoria, chiudendo al sesto posto il suo primo campionato in Serie C1. Nel 1990 Luigi Campedelli torna presidente della società, e la sua prima decisione è quella di cambiare il nome della squadra in Associazione Calcio ChievoVerona, allo scopo di identificare maggiormente la formazione con la città. La seconda stagione in Serie C1 è, differentemente dalla prima, molto sofferto: il Chievo ottiene infatti la salvezza solo all'ultima giornata battendo il Pavia. La stagione 1991-92 vede la terza chiamata di Carlo De Angelis come allenatore della squadra. I gialloblù chiudono il campionato al settimo posto, e il centravanti clivense Riccardo Gori vince la classifica marcatori con 13 realizzazioni.

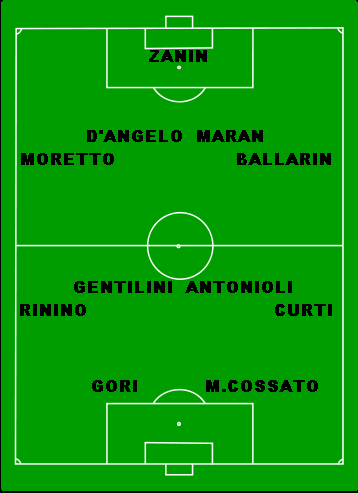
La formazione clivense nella partita - Chievo del 29 maggio 1994, che vale ai gialloblù la promozione in Serie B.

La stagione 1992-93 si apre con un lutto per la società veronese: il 15 settembre 1992 il presidente Luigi Campedelli muore improvvisamente per un attacco cardiaco. Il figlio Luca, all'età di 23 anni, ne prende il testimone. La prima stagione del neopresidente viene chiusa dalla squadra con un altro settimo posto in campionato.
Per la stagione successiva, il presidente nomina l'ex calciatore Giovanni Sartori nel ruolo di direttore sportivo del club e Alberto Malesani nuovo allenatore. Dopo un inizio molto stentato, in cui la squadra si trova in zona play-out, il Chievo inizia progressivamente a risalire la classifica, suscitando un numero sempre maggiore di appassionati ad accorrere allo stadio. Il 6 marzo 1994 si svolge una gara molto importante per il campionato: allo stadio "Bentegodi", di fronte a tredicimila spettatori, la compagine gialloblù si impone sul blasonato Bologna e ottiene la testa della classifica. Successivamente perde il primo posto, ma lo riottiene a tre gare dal termine. Il 22 maggio 1994 si presentano ventimila tifosi per la gara con lo Spezia, che può valere la promozione. Tuttavia la vittoria per 3-1 in quella partita viene vanificata dal concomitante successo del Mantova. Una settimana più tardi, il 29 maggio 1994, il Chievo, con quattromila tifosi al seguito (cifra ragguardevole considerando le dimensioni di Chievo) si impone per 2-1 a Carrara, ottenendo la promozione in Serie B, grazie alla rete decisiva del centrocampista Giuliano Gentilini. Nell'ottima stagione, chiusa al primo posto, risulta fondamentale ancora una volta l'apporto del centravanti Riccardo Gori, ma anche quello di altri giocatori come Michele Cossato, Mauro Antonioli, Rolando Maran, Walter Curti, Maurizio D'Angelo e dello stesso Gentilini.

### Gli anni in serie B e la storica promozione in Serie A (1994-2001)

#### 1994-1995: il debutto in Serie B

Alberto Malesani

Durante la sessione estiva di calciomercato la squadra viene rinforzata per affrontare al meglio la serie cadetta e centrare l'obiettivo salvezza. Tra gli altri, giungono in riva all'Adige il centrocampista Giuliano Melosi e il difensore Lorenzo D'Anna, quest'ultimo destinato a diventare, successivamente, capitano e bandiera della squadra oltre che allenatore della primavera e, in seguito, della prima squadra. Nel settembre 1994 i clivensi incontrano per la prima volta nella loro storia una delle big del calcio italiano, la Juventus, in occasione del secondo turno di Coppa Italia: dopo lo 0-0 di Torino, i gialloblù cedono 3-1 in casa, e vengono eliminati dalla competizione dalla "Vecchia Signora". Il debutto in Serie B avviene con l'Atalanta, che termina invece in pareggio per 1-1. Il primo gol in cadetteria della storia clivense viene siglato dall'attaccante Giordano. Il 10 dicembre 1994 è il giorno del primo derby di Verona della storia con l'Hellas Verona: la gara, svoltasi di fronte a trentamila spettatori, termina per 1-1 con la rete clivense siglata, di testa, da Riccardo Gori. Il match di ritorno vede invece imporsi il Chievo, più bisognoso di punti, per 3 reti a 1. La squadra clivense centra l'obiettivo salvezza alla terz'ultima giornata. A fine stagione lasciano il club giocatori storici come il portiere Zanin, il capitano Rolando Maran, il fantasista Walter Curti e l'attaccante Riccardo Gori.

#### 1995-1996: la salvezza all'ultima giornata

Michele Cossato

Per la stagione 1995-96 la squadra viene ringiovanita: arrivano Luiso, Carparelli, Grabbi e, nel mese di novembre, il centrocampista Martino Melis. Tuttavia, solo quest'ultimo incide in modo significativo nel campionato dei giallobù: Luiso riparte quasi subito, in direzione Avellino, dopo alcune incomprensioni con l'allenatore Alberto Malesani, Carparelli scende in campo 13 volte senza mai andare a segno, mentre Grabbi, ancora molto giovane, delude le aspettative andando in gol 2 volte in 18 partite.
L'annata clivense è molto sofferta: la squadra è sempre in bilico in classifica tra la zona salvezza e quella retrocessione, ed entrambi i derby vengono persi (2-1 il primo, 1-0 il secondo). A tre giornate dal termine c'è lo scontro decisivo in casa con il Brescia, anch'esso alla ricerca di punti per non retrocedere, in cui il Chievo si impone per 2-0, risalendo in classifica. Tuttavia la successiva sconfitta a Bologna rende l'ultima gara di campionato tra Chievo e Avellino un vero e proprio spareggio per non retrocedere, in quanto anche i campani devono vincere per mantenere il campionato cadetto. In uno stadio Marcantonio Bentegodi gremito da quindicimila spettatori, a prevalere sono i gialloblù. Da segnalare a fine gara, durante i festeggiamenti, un gesto di pace tra Malesani e Luiso, che aveva disputato la partita con la maglia degli irpini.

#### 1996-1997: il sesto posto e l'addio di Malesani
La stagione 1996-97 vede il Chievo partire con l'obiettivo di centrare la salvezza. Tuttavia, i diversi innesti in squadra come l'attaccante Cerbone, Fiore (in prestito dal Parma), Lanna, Giusti e Marazzina, consentono al club di disputare un campionato oltre le aspettative, ritrovandosi persino tra le pretendenti alla promozione in Serie A. A lasciare invece i clivensi in estate sono, tra gli altri, Gentilini e Antonioli, che erano stati tra i protagonisti della salita nella serie cadetta. L'organico a disposizione di Malesani non tarda a dimostrare il suo valore, e alla settima giornata il Chievo si ritrova secondo a soli tre punti dal Lecce capolista. La squadra, trascinata dalla coppia Cerbone - Michele Cossato (che a fine stagione segneranno in due 30 reti totali), rimane nelle posizioni di vertice, fino ad una flessione che porta i gialloblù al termine del girone d'andata a metà classifica.

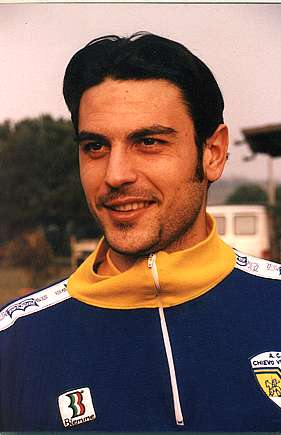
Stefano Fiore

Il Chievo riprende un buon ritmo, fino a trovarsi, alla ventiseiesima giornata, a soli due punti dal quarto posto; i sogni di gloria di società e tifosi subiscono però un brutto colpo in occasione della sconfitta interna con l'Empoli, avversario diretto nella lotta promozione, e la squadra veronese chiude la stagione al sesto posto. Il piazzamento finale lascia qualche rimpianto per aver perso l'occasione di salire in Serie A. A fine campionato Alberto Malesani, il tecnico della promozione in Serie B e delle prime tre stagioni in cadetteria, tenta l'avventura in serie A chiamato a guidare la Fiorentina dall'allora presidente Vittorio Cecchi Gori.

#### 1997-1998: il Chievo di Baldini
Per sostituire Malesani, viene chiamato a dirigere la squadra Silvio Baldini, che proviene dalla Carrarese. La squadra perde inoltre giocatori rilevanti come Stefano Fiore, per la fine del prestito, il giovane difensore Marco Zamboni, che era stato acquistato dalla Juventus, e l'attaccante Michele Cossato, acquistato dal Venezia. Per sostituire quest'ultimo, il Chievo preleva dal Brescello suo fratello Federico. I principali arrivi stagionali sono quelli di Zauri, Zanchetta e dell'attaccante Tentoni. La squadra parte bene, sulla scia della stagione precedente, ma il tecnico toscano si trova a gestire situazioni difficili, come quella di Cerbone che preferiva andare a giocare in serie A, forte delle 20 segnature nell'annata precedente. Il buon inizio di campionato tuttavia è macchiato dal primo derby stagionale, in cui i clivensi subiscono una pesante sconfitta per 4-0 in favore dell'Hellas. Alla fine del girone d'andata il Chievo si trova a centro classifica.
Nel mercato di riparazione arriva il difensore della Sierra Leone Kewullay Conteh e torna in prestito fino a giugno Zamboni, che aveva incontrato difficoltà di ambientamento tanto a Torino quanto a Napoli. Nel girone di ritorno Cerbone ritrova la vena realizzativa dopo aver disputato l'intero girone sotto tono. La squadra, dopo la vittoria per 2-0 sul Verona, vede un periodo molto positivo, in cui si trova nuovamente tra le pretendenti per la promozione. Tuttavia la squadra perde il passo delle prime e chiude il campionato in decima posizione. A fine stagione c'è l'addio dell'allenatore Baldini.

#### 1998-1999: l'esonero di Caso e la salvezza con Balestro
Partito Baldini, la squadra viene affidata a Domenico Caso per la stagione 1998-99, mentre i principali acquisti sono rappresentati dal portiere Roma e dal centrocampista Daniele Franceschini. Ad ottobre inoltre vengono effettuati gli ulteriori innesti di De Cesare, di Pivotto e soprattutto di Eugenio Corini, che successivamente diverrà uno dei più rappresentativi giocatori ad aver vestito la maglia del Chievo. Egli arriva dall'Hellas Verona in cambio di Martino Melis, che da tempo vuole cambiare squadra, ma si infortuna alla prima presenza da clivense. Nella lista dei partenti i nomi principali sono invece quelli di Melosi, Borghetto, Rinino e Zauri. La stagione inizia male, con la squadra che alla sesta giornata si trova penultima, e reduce da quattro sconfitte consecutive. La squadra stenta a risollevarsi, e dopo tredici giornate permane ancora nei bassifondi, al terzultimo posto.
Nel mese di dicembre, dopo un pesante ko interno con la Lucchese per 1-4, il presidente Luca Campedelli prende la decisione di sollevare dall'incarico Caso e di affidare la squadra all'ex calciatore Lorenzo Balestro, uomo di fiducia della società e già osservatore della stessa. L'esordio di Balestro coincide con il primo derby di quella stagione, in cui i clivensi riescono ad arginare l'Hellas Verona pareggiando per 0-0, nonostante la loro competitività in questa stagione. Dopo due gare, al tecnico viene affiancato Luciano Miani, nell'intento di risollevare il Chievo dalle ultime posizioni della classifica. Nel mese di gennaio l'attaccante Cerbone viene ceduto all'Empoli, conquistando l'opportunità di calcare i campi della Serie A. A fine stagione la squadra riesce a sconfiggere per 2-0 un Verona lanciato verso la promozione. Il Chievo, grazie al lavoro svolto dai due tecnici, riesce ad ottenere la salvezza con tre giornate d'anticipo, chiudendo all'undicesimo posto in classifica.

#### 1999-2000: il quindicesimo posto con la coppia Balestro-Miani
La coppia Balestro-Miani viene riconfermata a guidare i clivensi anche per tutta la stagione 1999-00, come anche gran parte della squadra: partono il portiere Roma, il difensore Pivotto e i centrocampisti Frezza, Giusti e Lombardini, mentre gli arrivi più significativi sono quelli del portiere Marcon, del difensore Longo e, a stagione in corso, di Moro, Aglietti, Fantini, Doga e Cimarelli. L'annata disputata dal Chievo è molto altalenante, nella quale tuttavia si mette in mostra Massimo Marazzina, che al termine del campionato colleziona 16 gol. Il momento migliore del campionato è a dicembre quando, espugnato il campo del Vicenza, il Chievo torna a sperare in qualcosa in più della semplice salvezza, ma un netto calo di risultati riporta la squadra nei bassifondi della classifica. La stagione si conclude con il quindicesimo posto a soli due punti dalla zona retrocessione, e a campionato concluso i due allenatori lasciano la guida tecnica del club.

#### 2000-2001: l'arrivo di Delneri e la promozione in Serie A

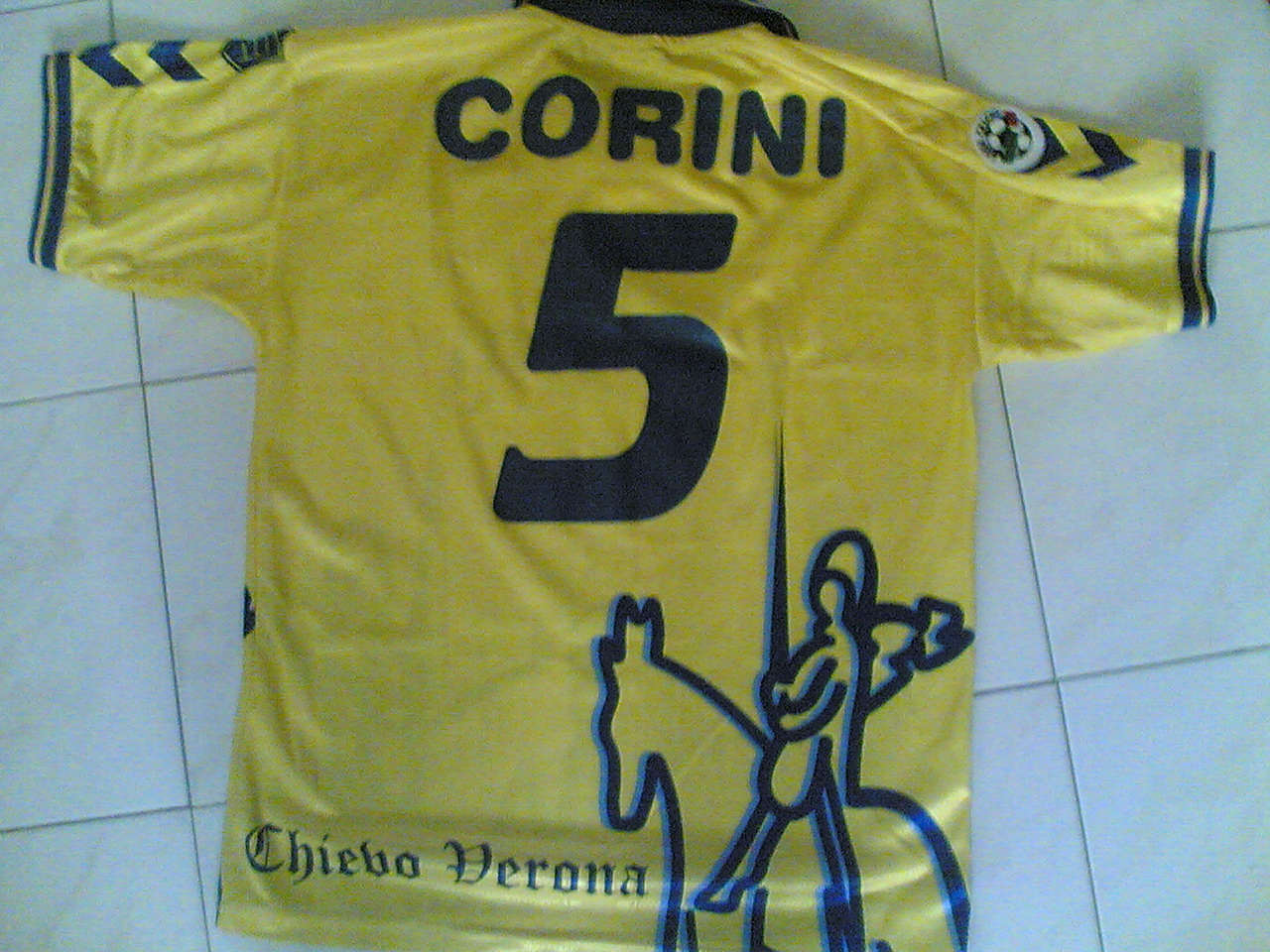
La maglia indossata da Corini nella stagione della promozione in serie A.

Dopo sei anni di serie B il presidente Luca Campedelli, per la prima volta, esce allo scoperto dichiarando che l'obiettivo per la stagione 2000-01 è quello di conquistare la promozione nella massima serie, ed il mercato della squadra, diretto dal ds Sartori, è mirato al suo raggiungimento. Vengono acquistati giocatori quali Luciano (all'epoca conosciuto come Eriberto), proveniente dal Bologna, e Christian Manfredini dal Genoa. Inoltre si decide di puntare su giovani come Simone Barone, proveniente dall'Alzano, su giocatori da rilanciare dopo fallimentari esperienze precedenti come nel caso di Bernardo Corradi (dal Cagliari), e su una già collaudata difesa. Tra le partenze, le più significative sono quelle di Marazzina e Zanchetta, i quali vanno a giocare in serie A con la maglia della Reggina. A guidare la squadra infine viene chiamato Luigi Delneri, che si era messo in luce come tecnico della Ternana. La formazione tipo dell'annata è solitamente composta da Marcon, Moro, D'Angelo, D'Anna, Lanna, Eriberto, Corini, Barone, Manfredini, De Cesare e Corradi.
Il campionato vede il Chievo immediato protagonista, colpendo in particolare per la qualità del gioco espresso, grazie soprattutto agli esterni Eriberto e Manfredini, a dal rigenerato regista Corini. La matematica certezza della promozione in serie A viene ottenuta il 3 giugno 2001, quando il Chievo, di fronte a circa tredicimila spettatori presenti al "Bentegodi", sconfigge per 2-0 la Salernitana, e ottiene il terzo posto definitivo. La promozione clivense viene vista come un evento clamoroso, e suscita enorme stupore in tutta Italia viste le dimensioni di Chievo, che conta circa 2 500 abitanti. Da ricordare il particolare che con la promozione viene sconfessata una nota filastrocca denigratoria dei tifosi dell'Hellas Verona, recitante che il Chievo sarebbe salito in serie A solo quando gli asini avessero volato in cielo:

### Il "miracolo Chievo", dalla Serie A all'Europa

#### 2001-2002: il sorprendente esordio in Serie A e la qualificazione in Coppa UEFA
Il Chievo si appresta a debuttare in serie A, circondato dall'attenzione dei mass media, che vedono nella società gialloblù una sorta di simpatica Cenerentola, destinata a non avere scampo nel calcio dei grandi e a ritornare rapidamente in serie B; tuttavia, in poco tempo, i clivensi faranno forzatamente ricredere tutti coloro di tale veduta. Il presidente Campedelli costruisce una squadra nell'intento di ottenere la salvezza, gestendo il mercato sulla falsariga di quello della stagione precedente, investendo sui giovani. L'ambiente gialloblù, ritenuto particolarmente sereno, ha già contribuito in passato a rigenerare alcuni giocatori in difficoltà, come ad esempio Corini e Corradi, e così avverrà anche per Simone Perrotta, prelevato dal Bari, che in precedenza era stato scartato dalla Juventus. Egli si rileverà infatti uno degli acquisti più azzeccati della stagione, diventando importante per il gioco della squadra. Oltre a Perrotta, giungono in riva all'Adige il portiere Lupatelli, che sostituisce il partente Marcon, e Marazzina dalla Reggina, mentre gran parte dei giocatori dell'anno precedente vengono riconfermati.

Una formazione del Chievo per la stagione 2001-02, neopromosso e quinto classificato in Serie A.

Il 26 agosto 2001 il Chievo debutta in serie A in trasferta con la Fiorentina. I giocatori a scendere in campo sono Lupatelli, Moro, D'Angelo (C), D'Anna, Lanna, Eriberto (56' D.Franceschini), Corini, Perrotta, Manfredini, Corradi (89' F.Cossato) e Marazzina (62' De Cesare). Dopo soltanto 5 minuti di gioco i gialloblù si portano in vantaggio con Perrotta, che sigla quindi il primo gol della squadra nella massima serie nazionale. Tra lo stupore generale, i clivensi riescono ad amministrare il vantaggio e, al 53º, a raddoppiare con Marazzina. Il sorprendente risultato finale di 2-0 vale ai giocatori l'applauso dell'intero stadio "Franchi" di Firenze e, l'indomani, i titoli dei giornali. L'interesse mediatico nei confronti della squadra raggiunge i massimi livelli: troupe televisive di tutto il mondo si recano al centro di allenamento della squadra, Veronello, per intervistare dirigenti e giocatori. L'ascesa dal mondo dilettantistico fino alla serie A di un club di quartiere viene visto come un qualcosa di prodigioso, e la società viene anche presa spesso a modello per la serietà di lavoro e, soprattutto, per l'essere riuscita, spendendo assai meno dei maggiori club, ad essere ugualmente competitiva. Si inizia a parlare di Miracolo Chievo o di Favola Chievo. I gialloblù proseguono nel sorprendere: alla terza giornata sfiorano la vittoria a Torino nella gara con la blasonata Juventus, persa per 3 a 2 dopo essersi portati in vantaggio di due marcature.

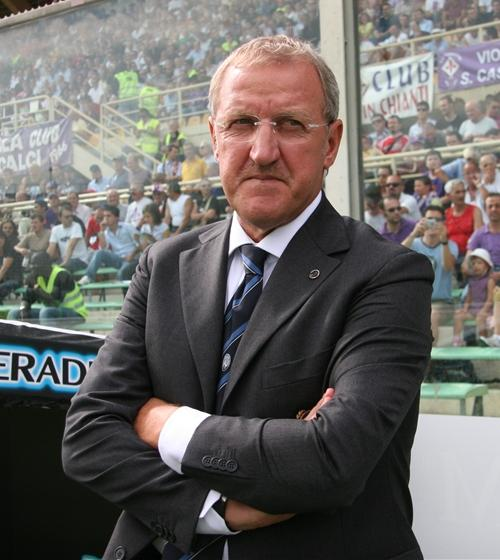
Luigi Delneri

Alla nona giornata il Chievo guida la classifica con 4 punti di vantaggio sulle seconde e, il 18 novembre 2001 nel posticipo serale, si gioca l'attesissimo primo derby in serie A con l'Hellas Verona: i giorni antecedenti la gara sono caratterizzati da un'attesa febbrile. Lo stadio "Bentegodi" registra il tutto esaurito, con circa quarantamila presenze sugli spalti. Al trentasettesimo il Chievo conduce per 2-0 in seguito alle marcature di Eriberto e Corini, ma l'Hellas ribalta il risultato, aggiudicandosi la partita per 3-2. Al termine della gara il tecnico del Verona Malesani, che in passato era stato per quattro stagioni allenatore clivense, si reca a festeggiare platealmente sotto la curva clivense; questo gesto attira l'ira dei sostenitori del Chievo, che si sentono offesi da un'esultanza tanto ostentata. Nonostante il ko, i clivensi rimangono in vetta alla classifica, fino alla tredicesima giornata dopo la sconfitta per 3-2 con il Milan. Il 16 dicembre 2001 i giocatori, guidati da Delneri, espugnano il "Meazza" battendo l'Inter di Ronaldo e Vieri per 2 a 1. Questa vittoria, considerata da molti un'impresa, consente ai gialloblù di tornare in testa al campionato, ma la successiva sconfitta in casa con la Roma toglie definitivamente il primato al Chievo che, comunque, continua la lotta per il titolo di Campione d'inverno. All'inizio del girone di ritorno la squadra subisce un significativo calo di rendimento, che la fa allontanare dalle primissime posizioni. Tuttavia, il Chievo si mantiene sempre intorno alla quinta-sesta posizione. L'ambiente gialloblù, sereno e festoso per il positivo andamento della stagione, il 2 marzo 2002 viene scosso dalla notizia della tragica morte del giocatore clivense Jason Mayélé che, pur essendo arrivato da poco (ottobre 2001) si era ben inserito in squadra. La sua scomparsa sconvolge giocatori e dirigenti, e questi ultimi decidono di ritirare la sua maglia numero 30, in segno di solidarietà. Quest'evento incide anche sul rendimento in campo della formazione, che torna a vincere soltanto il 24 marzo 2002 quando si impone per 2-1 nel derby con l'Hellas. I gialloblù lottano fino al termine del campionato per il quarto posto, che vale un'incredibile qualificazione ai preliminari di Champions League, ma la squadra conclude la sua prima stagione in serie A in quinta posizione, ad un solo punto dal Milan quarto classificato, conquistando l'accesso alla Coppa Uefa dell'anno successivo.

#### 2002-2003: il debutto europeo e il settimo posto in campionato
Nell'estate 2002 giungono al Chievo per la nuova stagione Oliver Bierhoff, Ivano Della Morte, Daniel Andersson, Nikola Lazetić e Sergio Pellissier, mentre lasciano la squadra, tra gli altri, Bernardo Corradi e Christian Manfredini, entrambi con destinazione Lazio. Eriberto lascia increduli giocatori, dirigenti e tifosi rivelando il segreto sulla sua reale identità: alcuni anni prima infatti, per poter essere ingaggiato dal Palmeiras e coronare il sogno di diventare un calciatore professionista, aveva acquistato una nuova identità da un faccendiere, diventando "Eriberto Conceição da Silva" e togliendosi quattro anni d'età. Il giocatore rivela che non riusciva più a sopportare il peso di questa vicenda e dichiara di chiamarsi, in realtà, Luciano Siqueira de Oliveira; il calciatore viene quindi squalificato per sei mesi, e torna a calcare i campi di gioco soltanto nel gennaio 2003.

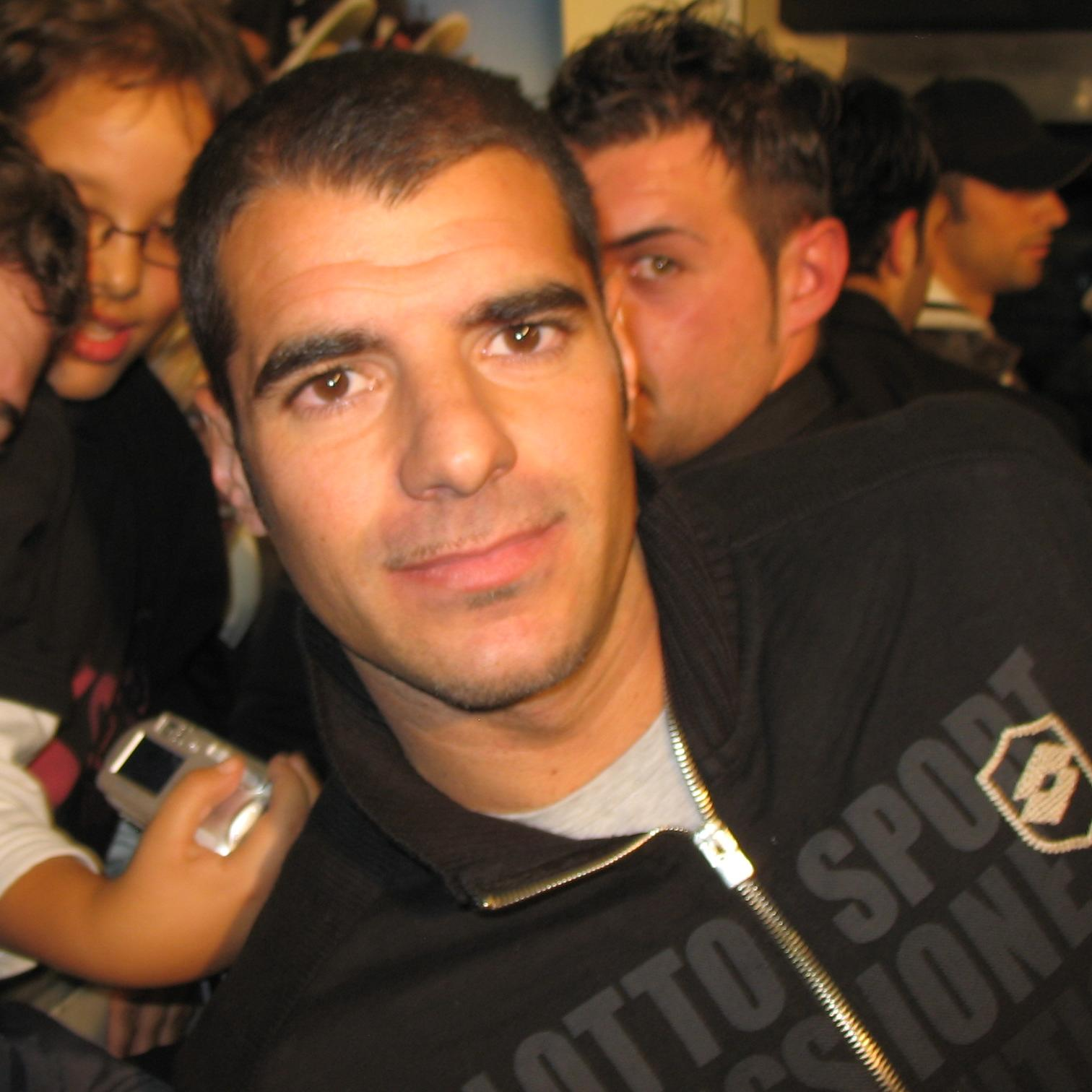
Simone Perrotta

Il tecnico Delneri apporta una significativa modifica nel reparto difensivo: decide di inserire tra i titolari il promettente Nicola Legrottaglie al posto dello storico capitano Maurizio D'Angelo, passando dunque i gradi di capitano a Lorenzo D'Anna.
Il 19 settembre 2002 il Chievo debutta nel calcio europeo: nel primo turno della Coppa UEFA 2002-2003 affronta gli insidiosi rivali della Stella Rossa, prima a Belgrado terminando la gara sullo 0-0, poi al "Bentegodi" dove i serbi prevalgono con due reti nel secondo tempo. In campionato, il Chievo, dopo la vittoria all'Olimpico con la Lazio, prosegue a risultati alterni, posizionandosi nella parte medio bassa della classifica, fino al 27 ottobre 2002, quando sconfigge al "Bentegodi" il più quotato Milan capolista per 3 reti a 2. Segue una striscia di tre vittorie consecutive, che consente alla squadra di risalire fino alla quarta posizione in classifica. Alla sedicesima giornata il Chievo espugna nuovamente l'Olimpico, battendo la Roma per 1-0, e la formazione veronese chiude il girone d'andata al quinto posto.

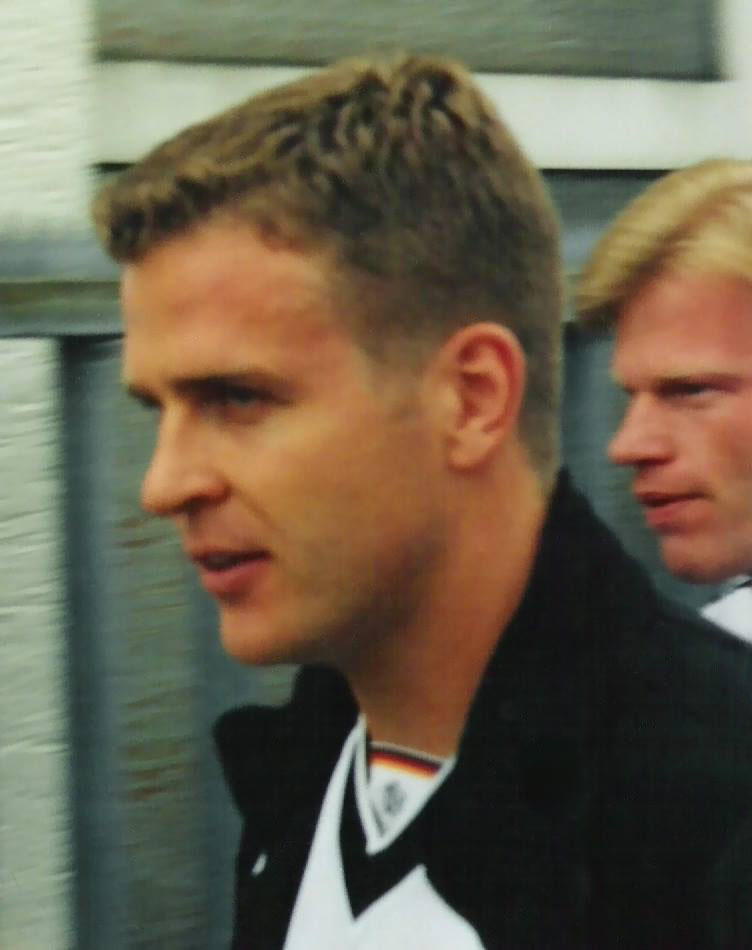
Oliver Bierhoff

A gennaio vengono fatte alcune variazioni dell'organico: Marazzina passa alla Roma, Lazetić alla Lazio e D'Angelo in prestito fino a giugno al Napoli (dopo dodici stagioni con la maglia gialloblù), mentre dal Como arriva l'attaccante croato Bjelanović. Nel girone di ritorno il Chievo alterna buone prestazioni ad altre meno positive restando, comunque, nella parte alta della classifica: alla ventunesima giornata i clivensi sconfiggono l'Inter al "Bentegodi" per 2-1, mentre alla venticinquesima perdono per 0-4 in casa col Parma. Prima dell'ultima giornata di campionato la squadra si trova quinta in classifica in lotta con Udinese e Parma per la qualificazione in Coppa UEFA, ma l'ultima partita stagionale a Torino con la Juventus riserva una beffa per la formazione clivense: i bianconeri, nonostante il titolo già vinto, vincono per 4-3 in una gara combattuta, costringendo il Chievo a chiudere il campionato al settimo posto, e perdendo la possibilità di partecipare alla Coppa UEFA della stagione successiva per un solo punto. Questa gara è anche l'ultima della carriera per Oliver Bierhoff, che conclude con la realizzazione di tre reti.

#### 2003-2004: il nono posto e l'addio di Delneri
Nell'estate 2003 Eugenio Corini, diventato uno dei giocatori simbolo della squadra, lascia il Chievo per andare a giocare col Palermo. Anche altri artefici delle stagioni precedenti lasciano la squadra gialloblù: Legrottaglie passa alla Juventus, Luciano all'Inter e Lupatelli alla Roma. A difendere i pali della porta clivense viene chiamato l'esperto Luca Marchegiani, mentre in difesa il giovane Andrea Barzagli va a sostituire Legrottaglie; a centrocampo vengono acquistati Franco Semioli, Roberto Baronio, Mario Alberto Santana, Stefano Morrone e Andrea Zanchetta, quest'ultimo al ritorno in maglia clivense, mentre in attacco arrivano il promettente Giuseppe Sculli, prodotto del vivaio della Juventus, e il brasiliano Amauri. Nella dirigenza, lo storico segretario generale, Giancarlo Fiumi, lascia il suo incarico.

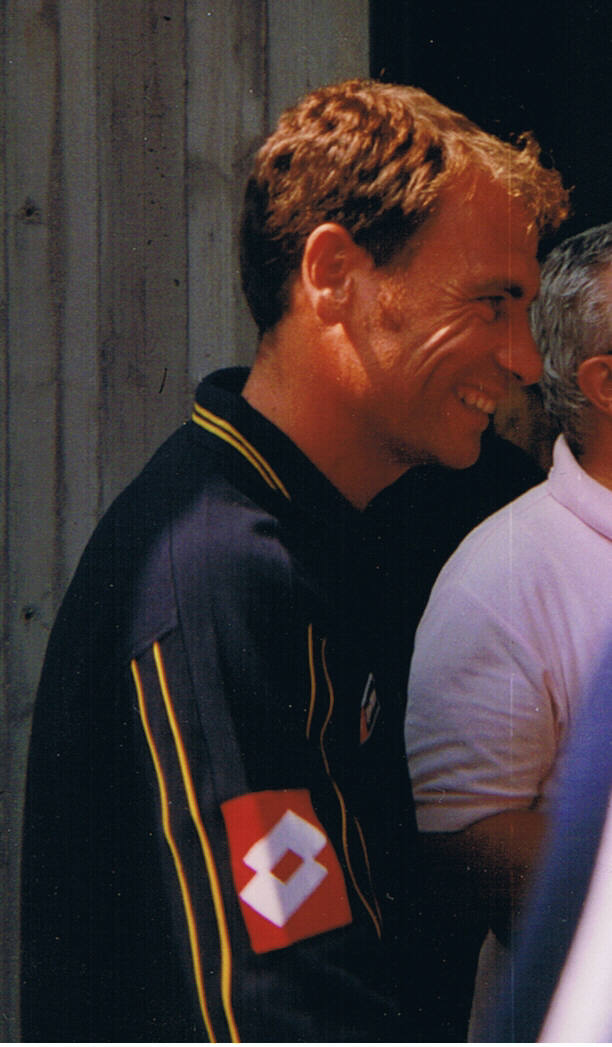
Luca Marchegiani

In questa stagione la squadra resta sempre a metà classifica, lontana dalla zona retrocessione. Alla fine del girone d'andata la squadra si trova al nono posto, e a gennaio torna Luciano dal prestito all'Inter, in cui ha trovato poco spazio. Nella gara al "Meazza" con il Milan, il ChievoVerona, dopo aver ottenuto due reti di vantaggio, viene ripreso al 96' da Ševčenko, conquistando a fine stagione il nono posto in classifica. Il 2 maggio 2004 al Bentegodi, la squadra festeggia le 100 partite in serie A con la vittoria a spese del Modena per 2-0. Nell'ultima partita di campionato, Maurizio D'Angelo, capitano della squadra dalla serie C alla massima serie, gioca la sua unica gara stagionale, congedandosi dal pubblico clivense. Alla fine della stagione Luigi Delneri lascia la guida tecnica della squadra per andare ad allenare i campioni d'Europa del Porto.

#### 2004-2005: l'esonero di Beretta e la salvezza con D'Angelo
Per la nuova stagione viene chiamato Mario Beretta in sostituzione di Delneri, allenatore esordiente in serie A. La partenza più illustre del calciomercato estivo è quella di Simone Perrotta, che passa alla Roma, oltre a Barzagli, Santana, Sculli e Morrone, mentre arrivano Mandelli, Brighi, Tiribocchi e Sammarco. La squadra gialloblù inizia il campionato positivamente e la vittoria all'Olimpico con la Lazio alla sesta giornata la proietta in terza posizione alle spalle di Juventus e Milan. A causa anche di numerosi infortuni, successivamente il Chievo accusa un calo di rendimento scivolando pesantemente in classifica, e chiudendo il girone d'andata al quindicesimo posto. Dopo un leggero miglioramento, che consente alla squadra di ottenere, dopo la ventitreesima giornata, il dodicesimo posto con sette punti di vantaggio sulla zona retrocessione, il Chievo compie una striscia di cinque sconfitte consecutive, che lo fanno nuovamente precipitare in classifica, a ridosso della zona retrocessione. A tre gare dal termine, dopo la sconfitta casalinga con la Fiorentina che porta i clivensi al terzultimo posto, il presidente Campedelli decide di sollevare dall'incarico l'allenatore Beretta, e affida la guida tecnica della squadra al suo vice, l'ex capitano clivense D'Angelo. Con questo cambio, la scossa data ai giocatori produce risultati positivi: alla trentaseiesima giornata il Chievo s'impone in trasferta a Siena, avversaria nella lotta per non retrocedere, e alla penultima di campionato arriva anche il successo casalingo con il Bologna. Lo 0-0 nell'ultima gara con la Roma consente infine ai clivensi di chiudere al quindicesimo posto in classifica, ottenendo la salvezza ad un punto dalla zona retrocessione. Il portiere Marchegiani, a fine stagione, lascia l'attività agonistica.

#### 2005-2006: il Chievo torna in alto con "Bepi" Pillon
Per la stagione 2005-06, la dirigenza decide di affidare la squadra a Giuseppe Pillon, che si era distinto in precedenza allenando il Treviso, mentre D'Angelo assume il ruolo di vice. L'organico della squadra rimane sostanzialmente invariato, salvo gli arrivi del portiere Fontana dall'Inter, di Giunti dal Bologna e del giovane nigeriano Obinna, e le partenze di Baronio e Marchesetti. Il tecnico trevigiano riesce a portare la squadra ben oltre le aspettatative, poste su di un campionato meno travagliato del precedente, ottenendo ottimi risultati anche con le grandi: 2-1 con il Milan, con i gol di Pellissier e Tiribocchi, e 1-1 con la Juventus. La salvezza matematica viene ottenuta con 11 giornate d'anticipo, il che spinge la squadra a tentare l'assalto ad un posto UEFA, che viene centrato alla penultima giornata tramite il pareggio sul campo del Lecce. Grazie anche ai risultati ottenuti in squadra, Sammarco, Scurto e Mantovani vengono convocati per la fase finale del campionato europeo Under-21, mentre Franco Semioli ottiene il posto di 7º centrocampista della Nazionale italiana per il campionato mondiale in Germania. Nonostante la fine del buon campionato, le emozioni non finiscono con l'accesso in Coppa UEFA: in seguito allo scandalo "Calciopoli" che decreta la retrocessione della Juventus e le penalizzazioni di Milan, Fiorentina e Lazio, il Chievo scala la classifica fino al 4º posto, valido per i preliminari di Champions League della stagione seguente, raggiunti per la prima volta dalla formazione del piccolo quartiere di Verona.

#### 2006-2007: l'"annus horribilis", dalla Champions League alla serie B
I gialloblù cominciano la stagione 2006-07 giocandosi il terzo turno preliminare di Champions League. Dall'urna del sorteggio di Nyon esce, come avversaria del Chievo, la formazione campione di Bulgaria del Levski Sofia, e i clivensi non riescono a superare questo ostacolo: all'andata vengono sconfitti per 2-0 e al ritorno, in un Bentegodi gremito, non riescono a recuperare il risultato, ottenendo solo un pareggio per 2-2, con doppietta di Amauri. Così il Chievo viene ammesso al primo turno della Coppa UEFA. Intanto, nell'ultimo giorno di mercato, il Chievo cede Amauri al Palermo per 7 milioni di euro più il cartellino di Denis Godeas. I primi avversari in Coppa UEFA sono i portoghesi dello Sporting Braga: nella partita di andata, disputatasi in Portogallo, il Chievo perde per 2-0, e al ritorno, col Bentegodi nuovamente molto affollato, i padroni di casa recuperano il "gap" terminando i 90' regolamentari in vantaggio per 2-0 (reti di Tiribocchi e Godeas, quest'ultimo al primo centro in maglia gialloblù), ma un gol degli ospiti durante i tempi supplementari sancisce l'eliminazione del Chievo anche da questa competizione europea. Il campionato inizia in modo negativo: nelle prime sei giornate la squadra raccoglie cinque sconfitte ed un solo pareggio per 1-1 con l'Empoli. Questi risultati inducono la dirigenza ad esonerare Bepi Pillon e a richiamare sulla panchina uno dei principali artefici del "Miracolo Chievo", ovvero Luigi Delneri, nel tentativo di risollevare la squadra. Dopo l'arrivo del nuovo allenatore la squadra ottiene i primi risultati utili, e la società, nell'ottica dell'obiettivo salvezza, acquista l'attaccante albanese Erjon Bogdani, proveniente dal Siena, il regista dell'Hellas Verona Vincenzo Italiano e il centrocampista brasiliano del Livorno César Prates. Il girone di ritorno è costellato da molti infortuni e le cattive prestazioni nei secondi tempi fanno perdere alla squadra punti salvezza. All'ultima giornata il Chievo gioca una gara-spareggio con il Catania sul campo neutro di Bologna: il 27 maggio 2007, di fronte a circa 3000 tifosi gialloblù accorsi allo stadio Renato Dall'Ara, i clivensi perdono per 2-0 e, con le concomitanti vittorie di Parma, Siena (questa a 5' dalla fine) e Reggina, retrocedono in serie B dopo 6 stagioni passate nella massima serie. Al termine di questa stagione si parla dunque della fine della "Favola Chievo".

#### 2007-2008: l'immediato ritorno in serie A con Iachini

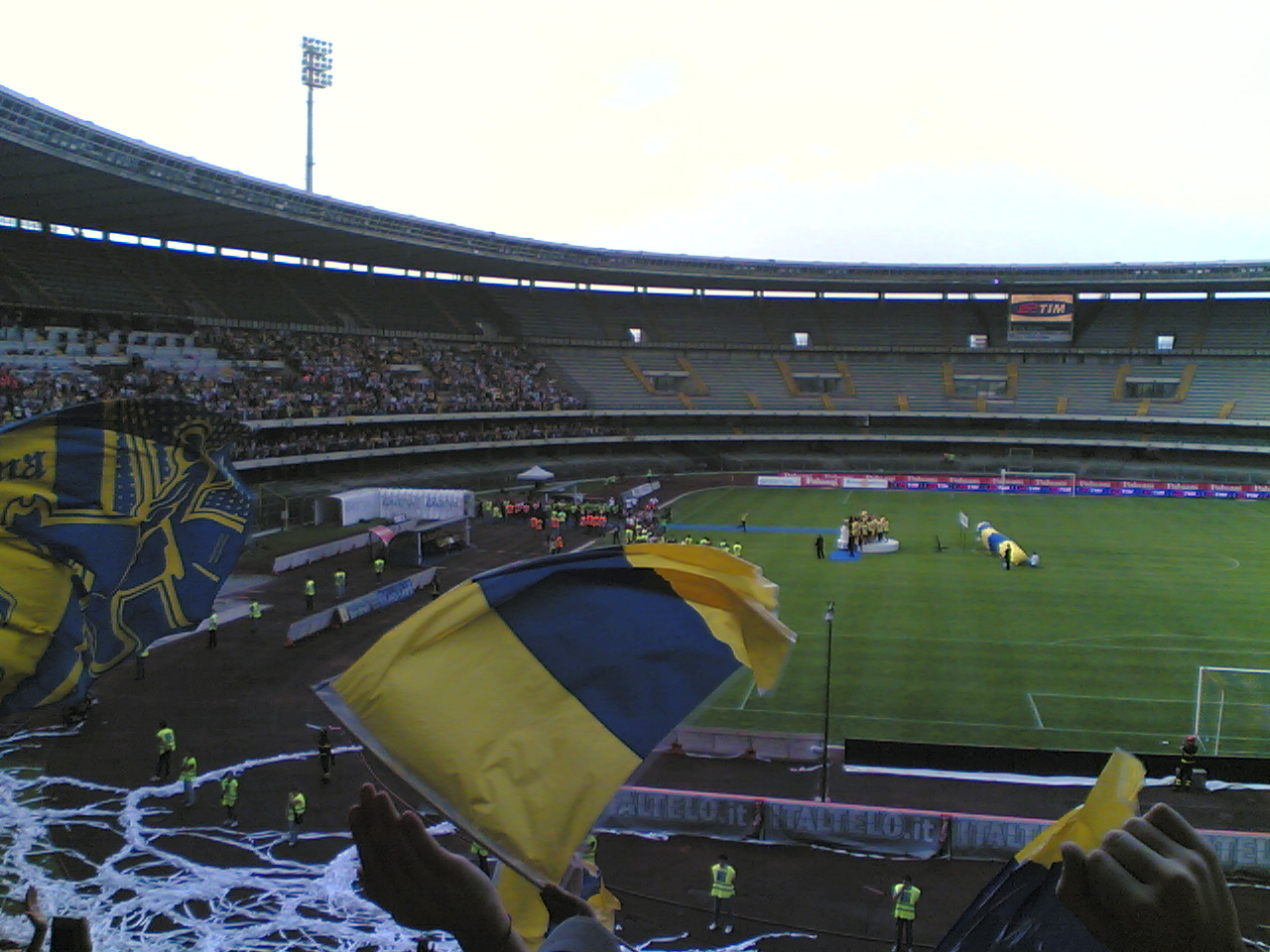
1º giugno 2008, stadio Bentegodi: il Chievo viene premiato con la Coppa Ali della Vittoria per la vittoria del campionato di Serie B 2007-2008.

Dopo la retrocessione nella serie cadetta, il capitano Lorenzo D'Anna e Salvatore Lanna lasciano il Chievo, rispettivamente dopo tredici e undici anni consecutivi di permanenza in squadra. La società opera sul mercato con la vendita di Franco Semioli alla Fiorentina e con l'acquisto degli attaccanti genoani Gasparetto e Greco, del portiere frusinate Massimo Zappino (in scambio con Vincenzo Sicignano), del centrocampista del Mantova Bentivoglio, con il prestito di Ciaramitaro dal Palermo e con l'acquisto dal Catania dell'altra metà del cartellino di Cesar. Per la stagione in serie B i dirigenti riescono a trattenere a Verona i giocatori Obinna, Marcolini e Pellissier, che diviene capitano al posto del partente D'Anna. L'avventura in Coppa Italia finisce al primo turno perdendo 1-0 con il Ravenna, mentre in campionato la squadra punta da subito alla promozione diretta rimanendo per tutto il girone d'andata tra le prime 6 posizioni, valide almeno per i play-off. Molti scontri diretti finiscono a sfavore del Chievo come col Lecce al Via del Mare per 3-0, col Bologna al Dall'Ara per 4-0, mentre nelle partite interne le sconfitte arrivano con l'Albinoleffe per 0-1 e con il Mantova per 2-3. Tuttavia la squadra riesce ad imporsi per 2-0 al Rigamonti con il Brescia, altra concorrente diretta per la promozione in serie A. Alla fine del girone d'andata il Chievo chiude al primo posto in classifica, a 43 punti, in coabitazione col Bologna. Durante il mercato di riparazione vengono acquistati il difensore Rubén Maldonado, il centrocampista del Vicenza Luca Rigoni e l'attaccante dell'Atalanta Marino Defendi, e vengono ceduti Biabany al Modena (in prestito) e Greco al Rimini. Il girone di ritorno offre numerose soddisfazioni al Chievo: la striscia positiva di 20 risultati utili consecutivi, tra cui un pareggio al Bentegodi con il Lecce per 3-3, la vittoria in trasferta per 2-0 con l'AlbinoLeffe, il pareggio al Bentegodi per 1-1 con il Bologna, la vittoria per 3-0 con il Brescia, il pareggio per 1-1 con il Pisa e la larga vittoria per 5-0 in casa con lo Spezia (record stagionale), proiettano la squadra verso il primo posto in classifica, conquistato dalla 33ª giornata. La striscia di risultati positivi termina sul campo del Mantova con una sconfitta per 1-0. Con il pareggio per 1-1 alla penultima giornata di campionato allo stadio Carlo Zecchini di Grosseto (al quale sono accorsi più di duemila sostenitori clivensi), i gialloblù conquistano la matematica promozione in serie A, dopo solo una stagione in serie cadetta. Nell'ultima giornata, infine, il Chievo pareggia per 2-2 con il Bari assicurandosi il primo posto in classifica con un punto di vantaggio sul Bologna. Grande protagonista della stagione è il capitano Sergio Pellissier, autore di 22 reti che gli consententono di piazzarsi ai primi posti della classifica marcatori. Pellissier, inoltre, stabilisce il nuovo record di reti in una sola stagione con la maglia clivense, che apparteneva a Raffaele Cerbone con 20 goal nella stagione 1996-97.

#### 2008-2009: la salvezza con Di Carlo

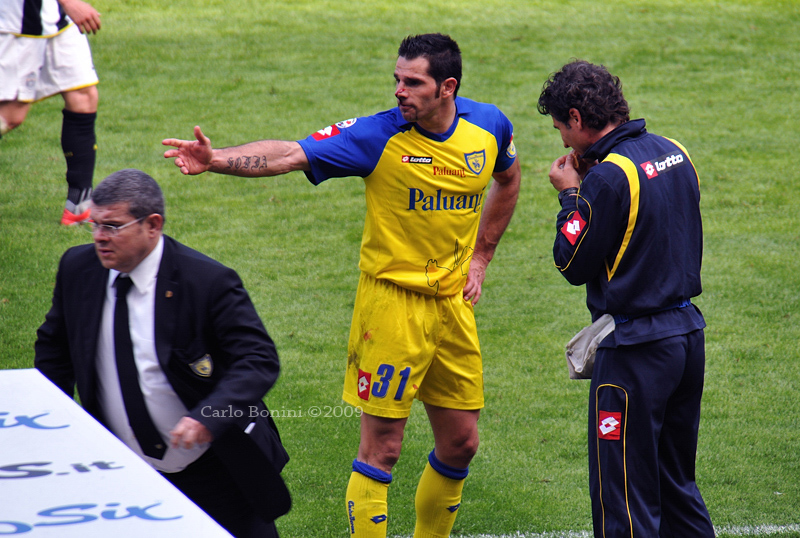
Sergio Pellissier (al centro), primatista assoluto di presenze in gialloblù e migliore marcatore clivense nei campionati, qui discute con la panchina durante la trasferta di Torino del 5 aprile 2009, in cui siglò una tripletta alla nel 3-3 finale.

Nella stagione 2008-09 il Chievo torna nella massima serie, e Campedelli conferma Iachini sulla panchina gialloblù per un altro anno, dopo il campionato della stagione precedente. Dopo gli acquisti di Francesco Scardina, Emanuele D'Anna, Nicholas Frey, Bogdan Pătrașcu e Stefano Sorrentino, nelle ultime ore di mercato arrivano in gialloblù anche Antonio Langella, Giampiero Pinzi, Mario Yepes, Kerlon, Mauro Esposito e Santiago Morero.
Dopo nove giornate di campionato il Chievo totalizza solo 6 punti e si trova in penultima posizione in classifica: una vittoria al Bentegodi con la Reggina, tre pareggi con Sampdoria, Torino e Atalanta, e sei sconfitte. Visti gli scarsi risultati, il 4 novembre 2008 Iachini viene sollevato dall'incarico, e al suo posto viene ingaggiato Domenico Di Carlo. Con quest'ultimo la squadra inizia ad ottenere risultati migliori, fino all'ottenimento del 16º posto finale e la salvezza con un turno di anticipo grazie al pareggio in casa con il Bologna della penultima giornata. I clivensi riusciranno a completare una rimonta considerata inattesa durante il girone di andata, poiché i gialloblu chiusero la prima parte del torneo da ultimi in classifica. Decisive e da ricordare sono le vittorie con il Napoli e la Reggina (questa ottenuta al 92' con un tiro di Italiano dal limite dell'area) a cavallo tra l'ultima giornata del girone di andata e la prima di quello di ritorno. Altri risultati di rilievo sono i pareggi ottenuti contro la Juventus (3-3 a Torino, Tripletta di Pellissier), l'Inter (2-2) e la Roma (0-0) oltre alla brillante vittoria ottenuta all'Olimpico contro la Lazio per 0-3 con doppietta di Pellissier e gol di Bogdani. Durante l'anno Pellissier viene convocato in Nazionale da Marcello Lippi, esordendo nel secondo tempo contro l'Irlanda del Nord e realizzando la rete a pochi minuti dal suo ingresso in campo.

#### Dal 2009 al 2015: campionati di metà classifica
Nella stagione 2009-10 il Chievo chiude il girone d'andata a metà classifica, mantenendosi costantemente a circa dieci punti sulla zona retrocessione. La salvezza matematica arriva con tre giornate d'anticipo il 25 aprile a Firenze con la vittoria per 2-0 con la Fiorentina. Il Chievo termina infine il campionato al 14º posto con 44 punti.
La stagione 2010-11 parte con la guida tecnica di Stefano Pioli, che sostituisce Di Carlo accasato alla Sampdoria. In campionato il Chievo inizia subito con due vittorie, proiettandolo solitario in testa alla classifica. Il 30 gennaio 2011, con la vittoria per 3-0 sul Brescia, il Chievo festeggia la 100ª vittoria in serie A, rievocando alla memoria le parole pronunciate da Luigi Delneri il giorno della prima vittoria nel massimo campionato italiano avvenuta nell'agosto del 2001. L'andamento dei clivensi prosegue a metà classifica, raccogliendo risultati importanti come la doppia vittoria con il Napoli, i due pareggi con la Juventus e il punto con la Roma. La salvezza viene raggiunta con due giornate d'anticipo tramite il pareggio a Torino con la Juventus per 2-2, e il campionato viene chiuso infine in 11ª posizione a 46 punti.
Per la stagione 2011-12 il Chievo ha nuovamente Domenico Di Carlo come allenatore, con il quale la squadra riesce a chiudere la stagione al 10º posto con 49 punti. In questa annata i clivensi ottengono due pareggi con la Juventus (che finisce la stagione imbattuta), la vittoria col Napoli e il doppio successo col Catania, e sfiora la semifinale di Coppa Italia perdendo i quarti di finale con il Siena. Inoltre il capitano Sergio Pellissier segna il suo 100º gol in maglia gialloblu nella partita di ritorno col Novara.

Il brasiliano Luciano (noto in precedenza come Eriberto), lo straniero più presente in maglia clivense.

Per la stagione 2012-13 in panchina viene riconfermato Di Carlo, ma dopo 5 sconfitte consecutive ottenute dalla seconda alla sesta giornata, il 2 ottobre l'allenatore viene esonerato e sostituito con l'ex centrocampista gialloblù Eugenio Corini, che conduce i clivensi alla salvezza con il 12º posto finale ed alcuni risultati importanti, tra cui la prima vittoria casalinga contro la Roma, grazie alla rete di Sergio Pellissier, due vittorie all'Olimpico di Roma contro la Lazio e la stessa Roma (partita che vale la matematica salvezza) e una vittoria per 2-0 in casa contro il Napoli. Il Chievo chiude l'annata con 43 punti conquistati frutto di 10 vittorie, 13 pareggi e 15 sconfitte, e una salvezza conquistata a cinque giornate dal termine.
La stagione 2013-14 inizia con Sannino in panchina, ma dopo un avvio difficile con soli 6 punti raccolti in 12 partite, l'allenatore viene esonerato dopo la dodicesima giornata del girone di andata in favore ancora una volta di Eugenio Corini, il quale all'esordio vince il derby contro il Verona grazie ad una rete allo scadere di Dejan Lazarević. Anche questa volta l'allenatore bresciano conduce i clivensi alla salvezza, conquistata alla penultima giornata sul campo del Cagliari grazie ad una rete di Dainelli ed alcuni interventi miracolosi del portiere Agazzi arrivato a gennaio proprio dalla squadra sarda. All'ultima giornata il Chievo batte l'Inter in casa per 2-1 grazie ad una doppietta di Obinna, tornato in riva all'Adige dopo 5 stagioni in giro per l'Europa; così la compagini gialloblu chiude con il 16º posto finale. Questa annata vede anche l'esplosione da parte di Alberto Paloschi, che conclude la stagione con 13 reti.
La stagione successiva vede confermato sulla panchina il tecnico Corini e in estate ci sono addii da parte di alcuni storici dirigenti, tra cui il direttore sportivo Giovanni Sartori che lascia dopo quasi trent'anni di Chievo; nonostante l'addio di quest'ultimo, sostituito dall'emergente Luca Nember, il mercato vede lo sbarco a Verona di alcuni giocatori di spessore, tra cui Maxi López, Valter Birsa dal Milan, Ezequiel Schelotto dall'Inter e l'esperto difensore in passato anche della Nazionale Alessandro Gamberini. Alla seconda giornata di campionato il Chievo si impone sul campo del Napoli per 1 a 0, ma dopo sette giornate colme di risultati negativi Corini viene sollevato dall'incarico ed è chiamato al suo posto lo storico capitano di Serie C Rolando Maran, che dà una scossa notevole alla squadra conducendola ad una salvezza tranquilla con largo anticipo ottenendo diversi risultati di grande spessore come la vittoria per 1-0 nel derby contro il Verona. Il Chievo chiude quindi la stagione 2014-2015 al 14º posto in classifica con 43 punti conquistati.

#### 2015-2016 e 2016-2017: La gestione di Maran
Per la stagione 2015-2016 il tecnico Rolando Maran viene riconfermato sulla panchina clivense con un contratto triennale che include un'opzione per il quarto anno. Importanti acquisti nel mercato sono Lucas Castro dal Catania, Fabrizio Cacciatore dalla Sampdoria e Massimo Gobbi dal Parma. La stagione si apre in maniera negativa con l'eliminazione dalla Coppa Italia nel primo turno contro la Salernitana, ma l'inizio in campionato allontana ogni timore portando il Chievo a competere nelle vette della classifica fino al mese di novembre. Nel girone di andata si afferma Roberto Inglese, che esordisce nel match casalingo contro l'Inter perso 0-1 e trova la sua prima rete in Serie A sempre in casa contro la Sampdoria portando il punteggio sul definitivo 1-1. Al termine della stagione i gialloblù si spingono ben oltre le iniziali previsioni di salvezza e raggiungono la 9ª posizione in classifica con 50 punti collezionati.
La stagione successiva vede nuovamente il Chievo partire bene in campionato con la vittoria casalinga per 2-0 contro l'Inter grazie a una doppietta di Birsa. All'8ª giornata i clivensi si ritrovano quarti in classifica alle spalle di formazioni ben più blansonate come Juventus e Milan; è proprio contro i rossoneri che al Bentegodi i veneti si giocano la seconda posizione in classifica nello scontro terminato 1-3 in favore della squadra di Montella. Al termine del girone d'andata il Chievo si ritrova nella piena metà classifica al 10º posto, ma nel girone di ritorno un forte calo nella continuità dei risultati farà ottenere alla squadra di Maran solo 18 punti, comunque sufficienti a raggiungere una tranquilla salvezza al 14º posto.

#### 2017-2018: La fine dell’era Maran e il ritorno di D'Anna
Nella stagione 2017-2018 i veneti si presentano mantenendo l'organico pressoché invariato. Dopo l’addio del ds Nember, arrivato a gennaio del 2017, viene nominato come sostituto Giancarlo Romairone, precedentemente in carica al Carpi. Gli unici innesti di rilievo sono i centravanti Manuel Pucciarelli, che faticherà molto a essere decisivo, arrivato in prestito con obbligo di riscatto fissato a 4,5 milioni di euro dall’Empoli e Mariusz Stępiński, che si rivelerà invece fondamentale dopo essere arrivato anch’egli in prestito con diritto di riscatto a 2,5 milioni di euro dal Nantes. La stagione inizia in maniera molto positiva, il Chievo esordisce a Udine sconfiggendo per 2-1 l’Udinese e prosegue con una striscia di 6 risultati utili consecutivi: alla nona giornata, dopo aver battuto per 3-2 il Verona, la squadra della diga è sesta in classifica.
Il cammino in Coppa Italia si arresta all'ultimo turno di qualificazione proprio contro il Verona ai tiri di rigore, mentre dal mese di dicembre inizia un inaspettato declino che porta il Chievo ad abbandonare le vette della classifica e a rimettere in discussione la salvezza. L'ingaggio di Emanuele Giaccherini nel mercato di gennaio, giocatore solo due anni prima determinante nella Nazionale di Antonio Conte, non basta a frenare la caduta libera dei gialloblù, che dopo la sconfitta esterna con la Roma si ritrovano terzultimi in classifica. Dopo quasi 4 anni sulla panchina del club Rolando Maran viene così esonerato, a sostituirlo viene chiamato Lorenzo D’Anna, bandiera e già allenatore della primavera, che esordisce battendo per 2-1 il Crotone in casa, cui segue un’altra vittoria esterna per 2-1 col Bologna che spinge la squadra fuori dalla zona rossa. All’ultima giornata la Squadra della diga ottiene la salvezza aritmetica battendo per 1-0 il Benevento già retrocesso, concludendo il campionato al tredicesimo posto con 40 punti.

#### 2018-2019: Il nuovo annus horribilis
Più tribolata è la stagione 2018-2019, quando la squadra è penalizzata da un calciomercato in entrata praticamente bloccato a causa della vicenda delle plusvalenze fittizie. Un’inchiesta accusa infatti la società clivense di aver falsificato i propri bilanci tra il 2014 e il 2017 attraverso la compravendita di giovani non professionisti a prezzi volutamente gonfiati, in complicità con il Cesena. Il tribunale federale sancisce così una penalizzazione di 3 punti, che si aggiunge ulteriormente alle cattive prestazioni di inizio campionato, con due pareggi e sei sconfitte in otto giornate. D'Anna è esonerato per fare spazio all'ex CT della nazionale italiana Gian Piero Ventura, la cui gestione dura solo quattro partite: dopo tre sconfitte e un pareggio, questi si dimette, con il Chievo ancora ultimo in classifica con zero punti (perché ne aveva tre di penalità) e a sette di distanza dalla penultima, il Frosinone. La panchina è affidata dunque a Domenico Di Carlo, con contratto semestrale. Con l'arrivo del nuovo tecnico i gialloblu si rialzano, fermando sul pari il Napoli al San Paolo (0-0) e la Lazio in casa, con un 1-1 arricchito da una rete di Pellissier, simbolo della rinascita gialloblù in quanto rientrato tra i titolari con Di Carlo. Il Chievo riesce a pareggiare anche con Parma, SPAL e Inter, portando a cinque la striscia di risultati utili consecutivi, tutti sotto la guida di Di Carlo. A seguito della sconfitta per 2-0 sul campo della Sampdoria, la seconda della gestione Di Carlo (dopo il 2-1 casalingo subito contro il Cagliari in Coppa Italia), i clivensi trovano la prima vittoria in stagione (1-0) il 29 dicembre 2018 (ultima giornata del girone di andata) contro i rivali diretti del Frosinone. Il Chievo chiude, quindi, un pessimo girone di andata con 8 punti totalizzati (11 senza i 3 punti di penalizzazione) con un bilancio di una sola vittoria, 8 pareggi e 10 sconfitte.
Nel girone di ritorno la squadra veronese non riesce a invertire la rotta, subendo una clamorosa rimonta nello scontro diretto con l'Empoli (da 0-2 a 2-2) e perdendo a Udine per 1-0 in un'altra gara fondamentale per la salvezza. In quest'ultima partita la società clivense si scaglia contro l'utilizzo del VAR, sostenendo di essere stata pesantemente penalizzata per buona parte del campionato dal suo utilizzo, infatti l’Udinese si era portato in vantaggio nei minuti finali grazie a un controverso rigore. Inoltre, tra le denunce della società clivense, viene recriminato un uso scorretto della tecnologia nella gara casalinga contro la Fiorentina, dove era stato prima annullato un gol apparentemente regolare a Emanuele Giaccherini e in seguito non concesso un rigore su Pellissier, senza consultare il VAR. Il Chievo fatica anche nei successivi scontri salvezza subendo sconfitte pesanti contro il Cagliari (0-3), il Sassuolo (4-0) e il Bologna (3-0). Il 14 aprile, dopo oltre 10 anni consecutivi nella massima categoria, il Chievo retrocede in Serie B con cinque partite d'anticipo in seguito alla sconfitta casalinga per 3-1 contro il Napoli. Il 20 aprile, nella seconda vittoria stagionale contro la Lazio allo Stadio Olimpico (1-2), segna la sua prima rete tra i professionisti Emanuel Vignato, divenendo il più giovane clivense a segnare in Serie A e il secondo in assoluto (primato detenuto da Victor Obinna). Il 10 maggio Sergio Pellissier, capitano e recordman del Chievo, annuncia il suo ritiro dal calcio giocato dopo 17 anni con la maglia gialloblù, dichiarando concluso un ciclo della storia del Chievo. La maglia di Pellssier verrà ritirata in occasione della conferenza stampa di addio del calciatore clivense. Il Chievo conclude il campionato al 20º posto con appena 17 punti raccolti.

### Il ritorno in cadetteria e l'esclusione dal campionato

#### 2019-2020: il sesto posto in Serie B
Nella stagione 2019-2020 il Chievo riparte dalla Serie B perdendo il primato cittadino: i clivensi tornano infatti a militare in una categoria inferiore rispetto all’Hellas Verona (promosso in Serie A) a 18 anni dall’ultima volta. Lo storico capitano e primatista Sergio Pellissier diventa responsabile dell'area tecnica del club nonché responsabile del calciomercato e in questa veste è affiancato dal procuratore Giorgio De Giorgis. Per assicurarsi l’iscrizione al campionato e scongiurare il pericolo di un fallimento societario, la società deve effettuare numerose cessioni, la più clamorosa delle quali è quella del centravanti polacco Mariusz Stępiński al Verona per 5 milioni e mezzo di euro. Viene nominato allenatore lo storico centrocampista gialloblù Michele Marcolini e viene allestita una squadra composta da un gran numero di giovani, molti dei quali all’esordio nel calcio professionistico. I numerosi infortuni e l’inesperienza dell’organico rendono discontinuo il rendimento della squadra, che non riesce ad affermarsi stabilmente ai vertici della classifica. A febbraio Marcolini viene così esonerato col Chievo all’ottavo posto e al suo posto subentra l’ex centravanti clivense Alfredo Aglietti, già allenatore del Verona, alla cui guida nella stagione precedente ha ottenuto la promozione in Serie A tramite i play-off, senza però essere riconfermato. La società dichiara che l’obiettivo stagionale col nuovo tecnico è il ritorno nella massima serie, tuttavia il campionato viene presto sospeso a causa della pandemia di COVID-19. Il 30 giugno 2020 lasciano il Chievo dopo oltre dieci anni di permanenza le bandiere gialloblù Nicholas Frey e Bostjan Cesar, contestualmente anche il centravanti Riccardo Meggiorini dopo 6 anni in gialloblù viene svincolato.
Al ritorno in campo dopo la sospensione del campionato, a giugno, il Chievo fatica inizialmente a riguadagnare i vertici della classifica, a causa di risultati deludenti contro squadre coinvolte nella lotta per non retrocedere come Trapani, Cremonese e Juve Stabia. La salvezza matematica è raggiunta con due giornate d'anticipo grazie alla vittoria casalinga per 4-1 contro il Cittadella. Nelle ultime due giornate di campionato i gialloblù ottengono altre due vittorie contro la capolista Benevento e il Pescara, raggiungendo la sesta posizione finale con 56 punti e la prima qualificazione ai play-off nella storia del club. L'esordio ai quarti di finale contro l'Empoli, settimo classificato nella stagione regolare, è caratterizzato da tre calci di rigore falliti, dal clivense Filip Đorđević e dall'empolese Amato Ciciretti. Al termine dei supplementari al Chievo basta l'1-1 per accedere in semifinale, grazie al miglior piazzamento in classifica maturato durante la stagione regolare. In semifinale i veneti vengono opposti allo Spezia, terzo classificato in campionato: dopo aver vinto per 2-0 la gara di andata a Verona, il Chievo viene battuto per 3-1 in Liguria ed eliminato a causa del peggior piazzamento in classifica.

#### 2020-2021: l'ottavo posto in B
Per la stagione successiva viene confermato in panchina il tecnico Aglietti, considerato il principale artefice della rinascita clivense nel precedente finale di campionato. Il ritiro estivo della squadra è molto tribolato: dopo appena una settimana di allenamenti vengono riscontrati alcuni casi di positività al coronavirus all’interno della rosa, il che obbliga la società ad annullare tutte le amichevoli previste. A ciò si aggiunge la decisione della procura di Forlì di interdire per 8 mesi il presidente Luca Campedelli come misura precauzionale in merito all’inchiesta sulle plusvalenze fittizie. Nonostante ciò la società dichiara che l’obiettivo resta il ritorno in Serie A e l’organico viene rinforzato dagli acquisti del difensore Vasile Mogos dalla Cremonese, dell’attaccante Manuel De Luca dal Torino, del centrocampista Luca Palmiero e dell’ala Amato Ciciretti, entrambi provenienti dal Napoli. Alla vigilia dell’esordio stagionale Giuseppe Campedelli, zio di Luca, viene nominato amministratore unico della società. Prima dell’inizio del campionato Pellissier lascia il Chievo a causa dei rapporti sempre più tesi con De Giorgis, che assume quindi la carica di unico ds del Chievo. L'annata vede il Chievo navigare nelle posizioni utili per accedere ai play-off e, per via di un notevole calo nel girone di ritorno (24 punti ottenuti dei 57 disponibili), chiudere all'ottavo posto, con 58 punti. I 7 punti raccolti nelle ultime 3 partite permettono comunque agli uomini di Aglietti di raggiungere i play-off, da cui vengono eliminati nel derby contro il Venezia già al turno preliminare, a causa della sconfitta esterna per 3-2 dopo i tempi supplementari.

## L’esclusione dal professionismo e la rinascita (2021-)
Nel luglio 2021 la Co.Vi.So.C., organo di vigilanza della FIGC, rifiuta la domanda di iscrizione del Chievo alla Serie B 2021-2022, adducendo a motivo inadempienze tributarie. Dopo aver subito bocciature in tutti e quattro i ricorsi presentati alla FIGC, al CONI, al TAR della regione Lazio e al Consiglio di Stato, il Chievo viene radiato dal campionato: in sua sostituzione viene ripescato in Serie B il retrocesso Cosenza. Dopo aver tentato vanamente l’iscrizione anche ai campionati dilettantistici, nella stagione 2021-2022 la società prosegue l'attività nei soli campionati giovanili, mantenendo l'affiliazione alla FIGC. Parallelamente viene portata avanti una lunga battaglia legale, con Campedelli che si dichiara «vittima di una vera e propria discriminazione» rispetto ad altri club più blasonati; tuttavia le istanze del Chievo vengono sistematicamente respinte, da giugno 2021 a novembre 2022 si accumulano ventisette giudizi avversi.
Il 24 giugno 2022, dopo una stagione di attività solo a livello giovanile, l’Associazione Calcio ChievoVerona viene dichiarata fallita dal tribunale di Verona, pur vedendosi riconosciuto l'esercizio provvisorio. Praticamente di pari passo con la fine del Chievo si verifica altresì la crisi della Paluani, che nello stesso anno viene ammessa al concordato, per poi cedere le attività e i marchi alla Katjes International (mediante la controllata Sperlari) e infine avviarsi a sua volta al fallimento, irrogato il 26 maggio 2023.
A seguito di tale rovescio, nel 2021 l’ex capitano dei "mussi" Sergio Pellissier si propone (senza alcun legame formale, giuridico o sportivo con l'AC ChievoVerona) di ridare una rappresentativa calcistica a Chievo mediante la costituzione di un nuovo club, iscritto al campionato di Terza Categoria 2021-22; la possibilità di utilizzare il toponimo del quartiere (nelle forme "Chievo 2021" o "Chievo 1929") viene però preclusa dalla diffida di Luca Campedelli, che rivendica la titolarità dei marchi registrati "Chievo" e "ChievoVerona". Pellissier battezza pertanto il suo soggetto F.C. Clivense; come colori sociali vengono recuperati gli storici bianco e blu. Prima società di calcio italiana ad aprire un equity crowdfunding, la società di Pellissier e dell’ex portiere Enzo Zanin raduna oltre ottocento soci e raccoglie, nel giro di due anni, quasi un milione di euro attraverso la vendita delle quote. Nel 2023, anche grazie a una fusione per incorporazione col San Martino Speme, la Clivense vince l'Eccellenza e arriva in Serie D.
Lo stesso Campedelli cerca parallelamente di riportare il nome "Chievo" sui campi da calcio tramite il Sona, squadra militante in Serie D, che nel 2022 si accorda con l'ex patron e i suoi collaboratori (segnatamente Marco Pacione, Fabio Moro e Gabriel Maule) e ottiene dalla CoViSoD (commissione di vigilanza sulle società di calcio dilettantistiche) il permesso per il cambio di nome in ChievoSona: come campo di allenamento viene adottato il centro Bottagisio, storico impianto dei "mussi". Nel mentre tuttavia sopraggiunge il fallimento del ChievoVerona, i cui curatori bloccano l'operazione di "fusione" e vietano il riutilizzo di marchi e ragioni sociali, rivendicandone per sé l'esclusività; il Sona torna quindi alla propria denominazione originaria, risolvendo i legami con Campedelli e col suo entourage, i quali qualche mese dopo si legano (mediante la società di gestione del centro sportivo Bottagisio) a un altro club dilettantistico dell'hinterland veronese, il Vigasio, che nel mese di giugno dichiara di voler assumere il nome di ChievoVigasio e adottare lo stemma legato allo storico polo di allenamento dei Mussi (la scala con i mastini rampanti), salvo poi desistere parzialmente a seguito di un'ulteriore diffida della curatela fallimentare dell'A.C. ChievoVerona, a fronte della quale il Vigasio (con Pacione in organigramma) continua comunque a usare lo stemma di Campedelli e a giocare con alcune vecchie maglie del Chievo.
Al termine della stagione 2022-2023 vanno deserte sia la prima che la seconda asta fallimentare per la cessione del marchio e della matricola sportiva del club.
In questo frangente la tifoseria registra una spaccatura: il North Side '94, principale collettivo della curva dei "mussi", sostiene l’iniziativa di Pellissier, riconoscendo in lui e nella Clivense l'eredità de facto del Chievo e contestando pesantemente il patron Luca Campedelli, addebitandogli la responsabilità dell'esclusione del club dal professionismo. Per contro il gruppo Gate 7 si dissocia dalla decisione, dichiarando di voler aspettare il ripristino dell'uso dei marchi e del nome del ChievoVerona.
Il 10 maggio 2024 la Clivense e il Vigasio presentano le loro offerte alla terza asta di liquidazione per la cessione dei marchi legati al ChievoVerona; dopo l'apertura delle buste e alcuni rilanci, il club di Pellissier riesce a prevalere.
Il 28 maggio, in occasione del trentennale della storica promozione del Chievo in Serie B, la Clivense annuncia il ritorno alla denominazione A.C. ChievoVerona e ai colori sociali bianco-azzurri, gli stessi con cui venne fondata la squadra della Diga; viene inoltre ripristinato lo stemma rappresentante il Cangrande. La decisione arriva in seguito a un sondaggio tra gli oltre 800 soci del club di Pellissier.
Dopo tre anni di assenza il Chievo fa il suo ritorno sul campo per il primo turno della Coppa Italia di Serie D contro il Villa Valle, il 1º settembre. I biancoblu vengono sconfitti per 1-0 ed escono subito dalla competizione.